# Bruchia eckloniana
Bruchia eckloniana är en bladmossart som beskrevs av C. Müller 1848. Bruchia eckloniana ingår i släktet Bruchia och familjen Bruchiaceae. Inga underarter finns listade i Catalogue of Life.